# Georges Clerfayt
 Georges Clerfayt (Colleret, Frankrijk, 23 april 1935) is een voormalig Belgisch politicus voor de Fédéralistes Démocrates Francophones (FDF).

## Levensloop
Hij is doctor in de rechten, licentiaat in de politieke en sociale wetenschappen en licentiaat in de economische wetenschappen. Beroepshalve werd hij economist, hoogleraar aan de Université de Namur en reserveofficier.
In 1970 werd Georges Clerfayt voor het FDF verkozen tot gemeenteraadslid van Sint-Genesius-Rode. Van 1971 tot 1976, van 1989 tot 2000 en van 2006 tot 2012 was hij er schepen. Van 1971 tot 2003 zetelde hij voor het FDF in de Kamer van volksvertegenwoordigers voor het arrondissement Brussel. Tevens zetelde hij van 1975 tot 1977 in het Europees Parlement, dat toen nog niet rechtstreeks verkozen werd. Ook was hij plaatsvervangend lid van de Parlementaire Vergadering van de Raad van Europa en de Assemblee van de West-Europese Unie.
Van 1977 tot 1981 was hij secretaris-generaal van het FDF en 1984 tot 1995 was hij voorzitter van de partij. In deze functie vormde hij in 1993 een kartel met de PRL, dat later aan de basis zou liggen van de Mouvement Réformateur. Zijn voorganger in deze functie was Lucien Outers, zijn opvolger Olivier Maingain. Zijn zoon Bernard werd ook politiek actief voor het FDF en is burgemeester van Schaarbeek.